# Conus fuscolineatus
Espèce
Conus fuscolineatus est une espèce de mollusques gastéropodes marins de la famille des Conidae.
Comme toutes les espèces du genre Conus, ces escargots sont prédateurs et venimeux. Ils sont capables de « piquer » les humains et doivent donc être manipulés avec précaution, voire pas du tout.

## Description
La taille d'une coquille adulte varie entre 15 mm et 40 mm.

## Distribution
Cette espèce est présente dans l'océan Atlantique oriental, de la Guinée à l'Angola, et dans la Méditerranée.

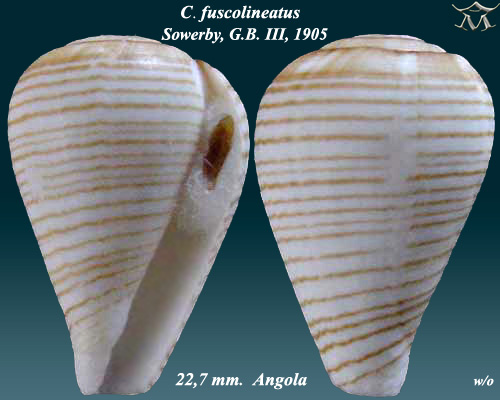
Conus fuscolineatus Sowerby, G.B. III, 1905

.

## Taxonomie

### Publication originale
L'espèce Conus fuscolineatus a été décrite pour la première fois en 1905 par le conchyliologiste, éditeur et illustrateur britannique George Brettingham Sowerby III dans « Proceedings of the Malacological Society of London »,.

### Synonymes
- Conus (Lautoconus) fuscolineatus G. B. Sowerby III, 1905 · appellation alternative
- Varioconus fuscolineatus (G. B. Sowerby III, 1905) · non accepté